# Légion bulgare

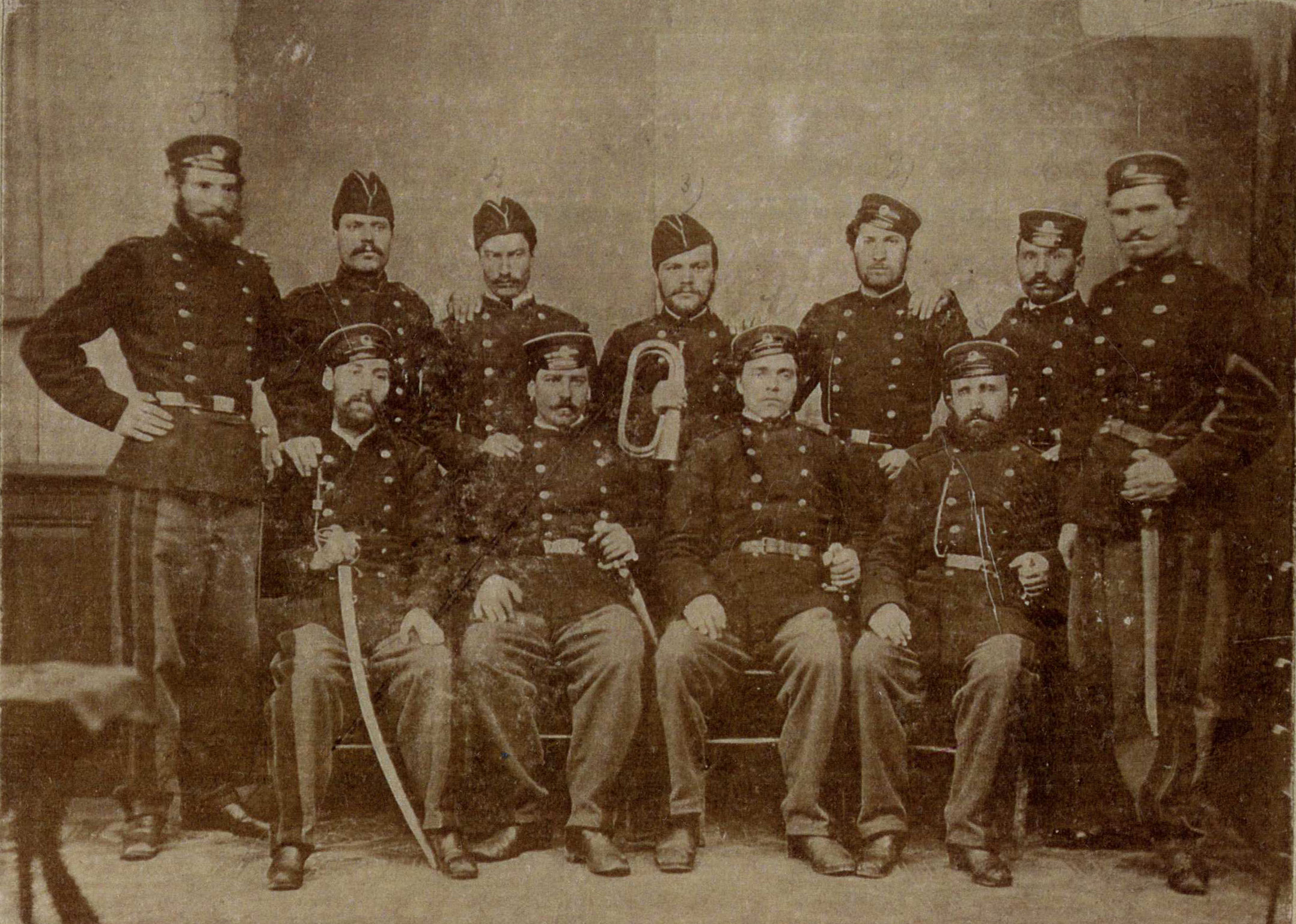
Membres de la Seconde Légion bulgare (1867–1868). Vasil Levski est le troisième en partant de la gauche, au premier rang

La Légion bulgare, (bulgare : Българска легия), était le nom de deux formations militaires créées par des volontaires bulgares dans la capitale serbe de Belgrade dans la deuxième moitié du XIXe siècle. Leur but était la libération de la Bulgarie du joug ottoman grâce à des actions coordonnées avec les pays balkaniques adjacents.

## Première Légion bulgare
La Première Légion bulgare (Първа българска легия) fut établie en 1862 par Georgi Sava Rakovski en accord avec le gouvernement serbe. À cette époque, le Monténégro était en guerre contre l’Empire ottoman, la Serbie songe alors à entrer dans le conflit. Selon le plan initial, en cas de guerre entre la Serbie et l’Empire ottoman, la Légion traverserait la frontière pour entrer en territoire bulgare où elle initierait une insurrection dans la population.
Pour maintenir le contact avec le gouvernement serbe, un commandement provisoire bulgare fut mis en place par Rakovski. Son Plan de libération de la Bulgarie inspira les Bulgares et environ 600 jeunes gens répondirent à son appel, beaucoup d’entre eux étaient des émigrants et des réfugiés en Roumanie. Parmi eux se trouvaient Vasil Levski, Stefan Karadja, Vasil Drumev, Dimitar Obshti (en), Matey Preobrazhenski (en) et d'autres personnalités qui auront plus tard une envergure nationale.
L’aide apportée par la Légion était supportée par le gouvernement serbe. Les membres du groupe devaient passer un entraînement militaire de manière à être capables de participer au futur soulèvement et au futur conflit entre la Serbie et l’Empire ottoman. Selon Trotsky, la Légion bulgare s'est distinguée dans son combat contre les forces turques pénétrant Belgrade. Cependant, le conflit prit fin rapidement et la conférence de Constantinople décida qu'une partie des troupes ottomanes resterait en Serbie. À cause de la pression ottomane, les autorités serbes durent démobiliser la Légion En effet, les membres du groupe armé furent expulsés de Belgrade le 21 septembre 1862.

## Seconde Légion bulgare
La Seconde Légion bulgare (Втора българска легия) fut fondée en 1867. Alors que les relations serbo-ottomanes se tarissaient de nouveau, les autorités serbes se préparèrent à la guerre. D’après la Bande des Vertus (Добродетелна дружина), on conclut un accord engageant la Serbie à construire une école militaire bulgare pour y instruire les futurs chefs de l’insurrection.
Les dépenses furent cette fois payées par la Russie, les volontaires étaient entraînes par des officiers serbes. Les rebelles survivants des bandes de Panayot Hitov et de Filip Totyu joignirent la Légion, en même temps que des membres de la jeunesse et de la diaspora bulgare en Roumanie.
Toutefois, la guerre attendue entre les deux pays n’a jamais eu lieu en raison de l'engagement des autorités ottomanes dans l’étouffement de la Révolte crétoise (1866-1869) et de ses réticences à compliquer plus avant les relations avec la Serbie. Cependant, le gouvernement de Jovan Ristić, qui optait pour une réconciliation avec les ottomans, obtenait le pouvoir. La Seconde Légion bulgare devenait alors superflue. Elle fut démobilisée en avril 1868 et ses membres expulsés de Serbie, malgré l’opposition des diplomates.

## Expérience historique
L'expérience des deux légions a montré aux légionnaires bulgares que la formation d'un centre insurrectionnel pour organiser le mouvement de libération bulgare de l'étranger serait toujours exposée au danger, en particulier à cause des relations avec les autres États. Néanmoins, les légions furent une excellente école qui prépara un grand nombre de futurs leaders bulgares.